# خورنگتس-زدروی
خورنگتس-زدروی (به لهستانی:  Horyniec-Zdrój) یک روستا در لهستان است که در گمینا خورنگتس-زدروی واقع شده‌است. خورنگتس-زدروی ۲٬۷۰۰ نفر جمعیت دارد.